# Ходзьо Моротокі
Ходзьо Моротокі (*北条 師時, 1275 — 3 листопада 1311) — 10-й сіккен Камакурського сьоґунату у 1301—1311 роках.

## Життєпис
Походив з самурайського роду Ходзьо. Син Ходзьо Мунемаси та онук сіккена Ходзьо Токійорі. Народився у 1275 році. У 1281 році спільно з батьком заснував буддистський храм Джочі-дзі. 1284 року увійшов до відомства самурай-докоро. 1285 року надано молодший п'ятий ранг. 1293 року увійшов до державної ради Хіодзьошю. Того ж року очолив міністерство церемоній. 1294 року призначено Правим головою кінноти. 1299 року надано старший п'ятий ранг.
У 1301 році після відставки свого тестя Ходзьо Садатокі стає сіккеном сьогунату в Камакурі. Втім, вимушений був розділити владу з колишнім сіккеном Ходзьо Садатокі, який залишився токусо (головою клану Ходзьо). 1304 року отримав старший четвертий ранг. 1305 року стриєчний брат Хожзьо Мунеката спробував повалити Моротокі, але зазнав поразки і його було страчено.
У 1308 році офіційний сьогун принц Хісаакі (сина імператора Ґо-Фукакуси) намагався повалити правління Ходзьо, проте Моротокі завдав йому поразки й заслав у Камакури до Кіото. Новим сьогуном було поставлено сина поваленого — малолітнього Морікуні.
Помер Ходзьо Моротокі у 1311 році.